# Boomerang
Бумеранг је амерички дечији телевизијски канал у власништву компаније Тарнер бродкастинг систем, којој такође припада и канал Картун нетворк. Канал емитује старије цртане серије из архиве Тајм Ворнера, попут цртаћа као што су Шашава дружина, Том и Џери, Пинк Пантер, Лењи град и Скуби Ду, и реприза цртаних серија са канала Картун нетворк као што су Соник бум и Покемон.
Канал је започео глобално приказивање 1992. године и 2000. године у САД, где се раније приказивао као порграмски блок на Картун нетворк каналу. Када је популарност блока већ довољно порасла, одлучено је да ће се направити канал са истим именом као и блок, и да ће се емитовати 24 сата дневно.
У Србији се може пратити путем кабловских и сателитских оператера, док је аудио на енглеском без синхронизације или титла на српском. Од 2023. године канал је у Србији преименован у "Cartoonito", на коме се емитују и цртане серије које су синхронизоване за ХБО.